# Sama de Grado
Sama de Grado est une paroisse de la municipalité de Grado dans les Asturies.
Sa population était de 130 habitants en 2017[réf. souhaitée].